# Międzynarodowa Konferencja Biskupów Starokatolickich
Międzynarodowa Konferencja Biskupów Starokatolickich (MKBS) (eng. International Bishops' Conference (IBC)) – zapoczątkowane w 1899 r., coroczne spotkanie Biskupów Kościołów Starokatolickich będących członkami Unii Utrechckiej w charakterze Synodu. Obradom każdorazowo przewodniczy starokatolicki arcybiskup Utrechtu, którym obecnie jest Bernd Wallet. Sekretarzem MKBS jest bp dr Harald Rein, zwierzchnik Kościoła Chrześcijańskokatolickiego w Szwajcarii.

## Działania statutowe i członkowie MKBS
Statut Biskupów Starokatolickich Zjednoczonych w Unii Utrechckiej stwierdza, iż w skład Międzynarodowej Konferencji Biskupów Starokatolickich wchodzą biskupi poszczególnych kościołów członkowskich, którzy są obowiązani uzgadniać wszelkie posunięcia w sferze dogmatyki i dyscypliny kościelnej oraz informować się o praktyce duszpasterskiej. Biskupi kościołów Unii konsekrują się nawzajem, natomiast konsekracja biskupa kościoła spoza Unii wymaga zgody Konferencji. Obecnymi członkami MKBS są:
- bp dr Pavel Benedikt Stránský (Kościół Starokatolicki w Republice Czeskiej)
- bp dr Heinz Lederleitner (Kościół Starokatolicki Austrii)
- bp dr Harald Rein (Kościół Chrześcijańskokatolicki w Szwajcarii)
- bp dr Mateusz Ring (Kościół Starokatolicki w Niemczech)
- bp dr Dick Schoon (Kościół Starokatolicki w Holandii)
- abp dr Joris Vercammen (Kościół Starokatolicki w Holandii)
- bp prof. dr hab. Wiktor Wysoczański (Kościół Polskokatolicki w RP)

## Posiedzenia MKBS od 2000 roku
Posiedzenia Międzynarodowej Konferencji Biskupów Starokatolickich odbywają się co najmniej raz do roku. Za każdym razem staraniem organizatorów jest to, żeby gospodarzem konferencji był inny Kościół członkowski. W ostatnim czasie posiedzenia odbywały się: 
| - 2000 rok - Wrocław (Polska) - 2001 rok - Bendrof (Niemcy) - 2002 rok - Mödling (Austria) - 2003 rok - Praga (Republika Czeska) - 2004 rok - Wislikofen (Szwajcaria) - 2005 rok - Doorn (Holandia) - 2006 rok - Berno-Münchenwiler (Szwajcaria) - 2007 rok - Wislikofen (Szwajcaria) - 2008 rok - Hejnice (Republika Czeska) - 2009 rok - Kralice na Hané (Republika Czeska) - 2010 rok - Wislikofen (Szwajcaria) | - 2011 rok - Amersfoort (Holandia) - 2012 rok - Melk (Austria) - 2013 rok - Königswinter (Niemcy) - 2014 rok - Wislikofen (Szwajcaria) i drugie posiedzenie w Utrechcie (Holandia) - 2015 rok - Praga (Republika Czeska) - 2016 rok - Kolonia (Niemcy) - 2017 rok - Wiedeń (Austria) - 2018 rok - Wiedeń (Austria) - 2019 rok - Lublin (Polska) - 2020 rok - Praga (Republika Czeska) (planowane) |

### Udział polskich starokatolików w posiedzeniach MKBS
W dniach 21-27 maja 2000 r. MKBS odbyła się we Wrocławiu. Konferencję przygotował zwierzchnik Kościoła Polskokatolickiego w RP bp prof. dr hab. Wiktor Wysoczański, a jej gospodarzem był bp Wiesław Skołucki, ówczesny ordynariusz diecezji wrocławskiej.
Od 24 do 27 czerwca 2019 r. MKBS obradowała w Lublinie. W ramach Konferencji odbyło się spotkanie z biskupami anglikańskimi, którzy odpowiadają za kontynent europejski. 25 czerwca biskupi starokatoliccy spotkali się z abp. lubelskim Stanisławem Budzikiem. Wydaje się, że główną decyzją MKBS było zawiązanie pełnej wspólnoty komunijnej z Kościołem Mar Thoma. Każdego dnia obradom towarzyszyły nabożeństwa biskupów starokatolickich w rzymskokatolickim kościele św. Wojciecha, które codziennie odbywały się w innym języku i według różnych porządków liturgicznych.
W latach 2010–2014 w Międzynarodowej Konferencji Biskupów Starokatolickich brali także udział przedstawiciele Kościoła Starokatolickiego Mariawitów – w statusie obserwatora. Od 2007 roku mariawici oraz Unia Utrechcka prowadzili rozmowy nt. ewentualnego przywrócenia członkostwa Kościoła Starokatolickiego Mariawitów lub innej formy powiązania obydwu wspólnot, które łączy interkomunia. W ich rezultacie 1 kwietnia 2014 zostało podpisane Porozumienie ws. ponownego przyjęcia Kościoła Starokatolickiego Mariawitów w Polsce do Unii Utrechckiej Kościołów Starokatolickich, którego wykonalność zawieszona jest do czasu zwołania mariawickiego Synodu.